# Andreas Sparman
Andreas Sparman, adlad Palmkron, född 1609 i Sparrsätra, död 1658 i Södertälje, var en svensk läkare.

## Biografi
Andreas Sparman föddes i Sparrsätra socken där fadern Nicolaus Olai, bördig från Bollnäs, var kyrkoherde. Modern hette Susanna Andersdotter och var dotter till makens företrädare som kyrkoherde, Andreas Henrici. Andreas Sparman var ett av föräldrarnas fyra barn. Bröderna kapellanen Olaus och krigsrådet Johan blev stamfäder för adelsätterna Sparfelt och Sparrfelt; släktnamnet Sparman upptogs av barn till systern Ingeborg vilkas efterkommande adlades Sparrsköld.
Andreas Sparman fick först privat undervisning i medicin hos kyrkoherden Magnus Ljusbeckius i Färnebo socken. studerade medicin vid Uppsala universitet för Johannes Raicus, och var 1629 medförfattare till ett panegyriskt stycke till hans ära. Efter examen arbetade han i Stockholm som läkare. Av staden fick han ett stipendium för fortsatta studier, varför han begav sig utomlands, samt promoverades till medicine doktor i Leiden 1637. 
1638 skrev han på Stockholms magistrats befallning ett verk om pesten, Een kort berättelse, huru man sigh i pestilentz tijder förhålla skal, ... til thet gemeene mans, och synnerlighen thenne stadsens inwånares bästa, som ger upplysningar om hygien och vardag i hans samtid, och som utkom i en andra upplaga under hans livstid. 

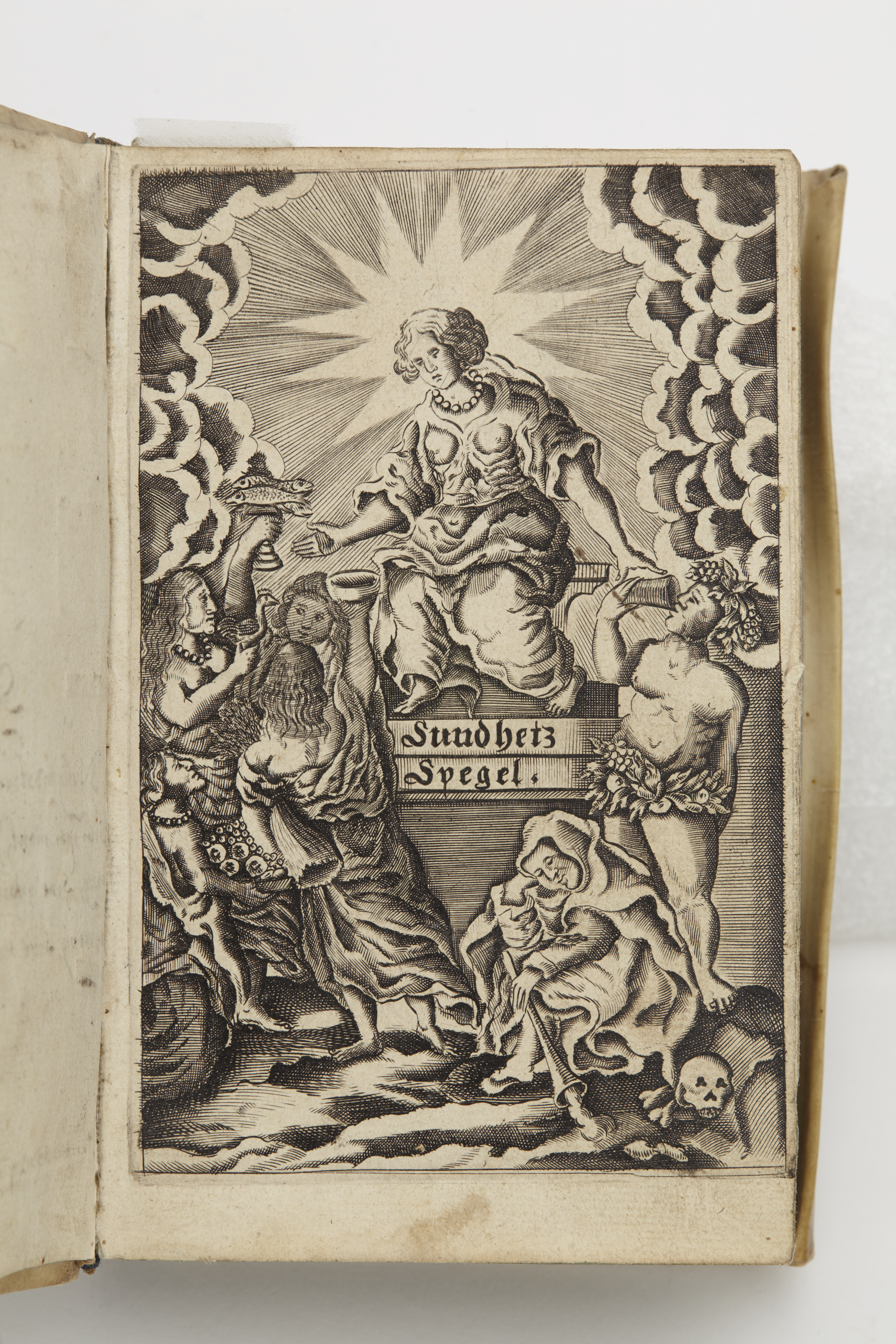
Sundhetzens speghel, bok om hälsa tryckt 1642. Skoklosters slott

Strax därpå knöts han av drottning Kristina till hovet som hennes livmedikus. Han var denne tid gift med Helena Isaksdotter av ätten Rosencrantz af Granhammar vars far var befallningsman över Stockholms och Uppsala län, men hustrun avled samma år han fick hand om drottningens hälsa. Han gifte året därpå om sig med Susanna Lilliecrona, dotter till en krigskommissarie, och fick i rask takt fyra barn.
Sparmans författarskap speglar det faktum att tobaken nått Sverige, vilket är ämnet i hans andra verk, Om tabak, hwem hafwer bracht på Banen, hwad för Dygder thet medh sigh hafwer, hwem thet skal brwka eller ock ther medh affstå. Han skrev 1652 också ett verk om rödsot, Consilium antidysentericum. Dessa verk är skrivna som praktiska råd om lindring och hur smitta han undvikas.
1642 utkom Sparmans mest kända verk, Sundhetzens Speghel, som behandlar hälsa utifrån ett samtida humoralpatologiskt perspektiv och innehåller även en del praktiska råd om mat, inklusive recept.
Han adlades 1647 med namnet Palmcron, och skrev sig därefter till Vibynäs i Björnlunda socken och Graan. Några år senare utsågs han till stadsfysikus i Stockholm, och blev därmed den förste stadsläkaren i huvudstaden.
Förutom de tryckta verken av Sparman finns flera opublicerade verk i handskrift, däribland ett försök att versifiera Psaltaren på svenska, samt verk i etik, politik och ekonomi.
Sparman Palmcrons ende son Axel Palmcron avled ung. En dotter till Sparman Palmcron var gift med majoren Wernstedt.

## Psalmer
- O Gud vem skall jag klaga? Min synd är svår och stor.[7]